# Prepona buckleyana
Prepona buckleyana är en fjärilsart som beskrevs av William Chapman Hewitson 1875. Prepona buckleyana ingår i släktet Prepona och familjen praktfjärilar. Inga underarter finns listade i Catalogue of Life.